# Обознівська сільська рада (Глобинський район)
Обознівська сільська рада — колишній орган місцевого самоврядування у Глобинському районі Полтавської області з центром у селі Обознівка. Населення станом на 1 січня 2011 року становить 905 осіб.
Сільській раді підпорядковані 5 населених пунктів:
- с. Обознівка
- с. Багни
- с. Гуляйполе
- с. Зарічне
- с. Новий Виселок

## Географія
Сільська рада межує з Пустовійтівською, Пузиківською, Погребівською, Троїцькою сільськими радами Глобинського району, Кременчуцьким районом Полтавської області.
По території сільської ради протікає річка Сухий Омельник, яка в багатьох місцях перетворилася на болота. В межах с. Обознівка по руслу річки утворена водойма площею водного дзеркала 32,2 га, рівень води в якій регулюється гідротехнічною спорудою.
Обознівська сільська рада розташована в лісостеповій зоні. Ґрунти переважно чорноземні. Площа сільської ради становить 4433,3 га, з яких 90 % — сільськогосподарські угіддя, 2 % — лісовкриті площі, 8 % — інші землі.
Територію сільської ради перетинають автотраса районного значення Глобине-Кременчук протяжністю дорожного полотна 6,1 км.

## Історія
Утворено сільську раду 1928 року.
У Національній книзі пам'яті жертв Голодомору 1932–1933 років в Україні вказано, що 94 жителі бознівської сільської ради та 105 жителів Обознівки загинули від голоду.

## Населення
На території Манжеліївської сільської ради розташовано 5 населених пунктів з населенням на 2011 рік 1416 осіб:
| № | Назва села       | 2001 чол. | 2011 чол. |
| - | ---------------- | --------- | --------- |
| 1 | с. Обознівка     | 382       | 418       |
| 2 | с. Багни         | 26        | 16        |
| 3 | с. Гуляйполе     | 19        | 16        |
| 4 | с. Зарічне       | 457       | 425       |
| 5 | с. Новий Виселок | 36        | 30        |
|   | всього           | 920       | 905       |

## Влада
- Сільські голови[1]:
Шевченко Станіслав Вячеславович
- Секретар[1]
Ісаєва Алла Василівна
- 16 депутатів сільської ради[1]:
  1. Квашка Валентина Миколаївна
  2. Чуб Наталія Андріївна
  3. Ісаєва Алла Василівна
  4. Кіпря Лідія Григорівна
  5. Мирошниченко Андрій Миколайович
  6. Шевченко Леся Іванівна
  7. Палієвець Олексій Борисович
  8. Федорець Ганна Миколаївна
  9. Кущ Микола Мусійович
  10. Наймановський Микола Болеславович
  11. Четверова Катерина Данилівна
  12. Гуменюк Юрій Миколайович
  13. Петрик Ірина Вікторівна
  14. Плахотя Станіслав Миколайович
  15. Красій Костянтин Миколайович
  16. Горбачов Віктор Гнатович

## Економіка
На території сільської ради зареєстровані і працюють 16 суб'єктів господарської діяльності, переважно сільськогосподарського спрямування.
| Фермерські господарства: - СФГ «Нива» - СФГ «Діброва» - СФГ «Зелений гай» - СФГ «Вільне» - СФГ «Слюта» - СФГ «Мироненко» - СФГ «Усенко» - СФГ «Династія-Агро» | Приватні підприємства: - ПП Демченко О. М. - ПП Демченко В. В. - ПП Палієвець О. Б. - ПП Лавренко І. О. - ПП Чапа А. П. - ПП Іляшенко О. П. - ПП Дукарт О. О. - ПП Омельяненко В. Д. |

Завершується будівництво свинарника-репродуктора на 5000 голів свиноматок поблизу с. Жовтневе.

## Освіта
Діють:
- загальноосвітня школа І-ІІІ ступенів у с. Жовтневе
- дошкільний навчальний заклад у с. Жовтневе

## Медицина
У с. Жовтневе працює фельдшерсько-акушерський пункт.

## Культура
Серед закладів культури діють:
- сільський будинок культури у с. Жовтневе
- бібліотека у с. Жовтневе

## Інфраструктура
В с. Обознівка працює відділення зв'язку та філія Ощадного банку України. Всі населені пункти газифіковані. Централізоване водопостачання в с. Обознівка, с. Жовтневе, с. Новий Виселок. Асфальтом покрито під'їздні дороги та 85 % вулиць.

## Архітектурні, історичні та археологічні пам'ятки
На території сільської ради знаходяться 4 пам'ятки археології, що включають 4 кургани.
В с. Обознівка розміщена діюча Богоявленська церква 1901 року побудови. Встановлені пам'ятники загиблим воїнам Радянської армії і воїнам-односельцям та пам'ятник Невідомому солдату, пам'ятний знак Жертвам голодомору.

## Особистості
- Бакка Микола Терентійович — доктор технічних наук, професор, академік Академії будівництва України, член-кореспондент Академії гірничих наук України[1]